# Olympiastadion St. Moritz
Das Olympiastadion St. Moritz, auch Badrutts Park genannt, ist ein Stadion in der Schweizer Gemeinde St. Moritz.
In diesem Stadion fanden im Rahmen der Olympischen Winterspiele 1928 und 1948 Wettkämpfe im Eishockey, Eisschnelllauf und Eiskunstlauf statt. Zudem wurden im Stadion die Eröffnungs- und Abschlusszeremonie der Spiele abgehalten.
Inzwischen ist das Stadion im Sommer ein Teil des Kulm Golfplatzes. Der Möbeldesigner Rolf Sachs liess das Gebäude, das zwei Jahrzehnte nicht genutzt wurde, restaurieren und wohnt darin.